# Fusispermum
Fusispermum, biljni rod  drveća iz porodice ljubičvki, dio reda Malpighiales. Postoje tri priznate vrste raširene na sjeveru od Kostarike na jug do Perua.

## Vrste
1. Fusispermum laxiflorum Hekking
2. Fusispermum minutiflorum Cuatrec.
3. Fusispermum rubrolignosum Cuatrec.